# أحمد بسيسو
أحمد بن سالم بسيسو (ق. 1824 - 16 مايو 1911) (ق. 1240 - 18 جمادى الأولى 1329) عالم مسلم ومتصوف فلسطيني عثماني. هو شيخ العلماء والطرق الصوفية في غزة في النصف الثاني من القرن التاسع عشر. عمل في التدريس والخطابة والإمامة، وخدم الطرق الصوفية ونشرها في بلده وخارجه، وترك مصنفات كثيرة. 

## مصنفاته
ومن مصنفاته:
- «حاشية على شرح القطر»،‌ لابن هشام
- «حاشية على شرح ألغاز»، لابن هشام
- حاشية على شرحه «مزيل الخفا والغموض عن مهمات علم العروض»
- شرح العقيدة الإسلامية
- شرح مولا البرزنجي النظم
- منهاج الحق فيما يتعلق بمولد وآباء سيد الخلق
- شرح وظيفة النفحات الندية
- رسالة المقاصد الحميدية فيما يتعلق بنصرة السادة الصوفية
- شرح منظومة العلامة الشيخ حسين الدجاني
- ديوان شعر
- تاريخ كشف النقاب في سكان غزة وما حواليها من الأعراب